# 30 minout
Singles de t.A.T.u.
Nas ne dogoniat
(2001) Prostyïe dvijenia
(2002)
Clip vidéo
[vidéo] « 30 minout », sur YouTube
30 minout (en cyrillique russe : 30 минут, « 30 minutes »), aussi appelée Poltchassa (« Demi heure »), est une chanson du duo féminin russe t.A.T.u.. Elle fait partie de leur premier album 200 po vstretchnoï, sorti (en Russie) en mai 2001.
C'était un hit en Russie en 2001.
Il y aura aussi une version anglaise de cette chanson, intitulée 30 Minutes, qui fera partie du premier album anglais du duo, 200 km/h in the Wrong Lane (2002).

## Classements
| Classement (2001)      | Meilleure position |
| ---------------------- | ------------------ |
| Russie (Music & Media) | 10                 |